# 袋井バイパス
袋井バイパス（ふくろいバイパス）は、静岡県掛川市から静岡県磐田市までを結ぶ国道1号の通称。沢田IC - 国本IC間の現道拡幅区間（平面交差部）と国本IC - 三ヶ野IC間の新設区間（高架部）からなる。通行料金は無料。自動車専用道路ではないので、50 cc以下の原付も通行可能。ただし、高架部は歩行者と自転車は通行禁止。

## 概要

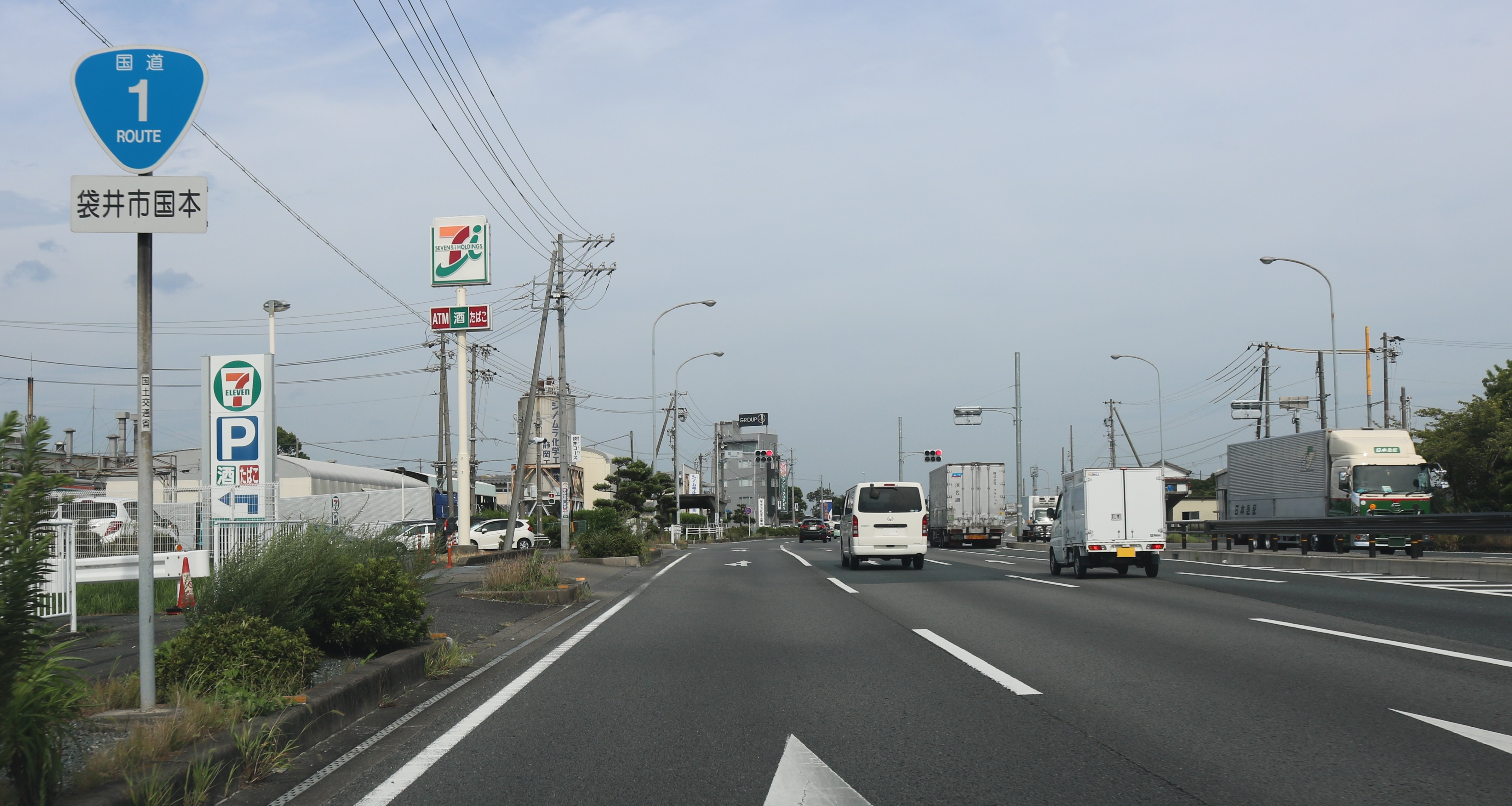
袋井バイパス、静岡県袋井市国本にて

- 起点 : 静岡県掛川市領家
- 終点 : 静岡県磐田市岩井
- 総延長 : 9.1 km

### 車線数
- 沢田IC - 国本IC : 6車線
- 国本IC - 三ヶ野IC間 : 4車線

## 歴史
- 1989年（平成元年）7月17日 : 堀越IC - 三ヶ野IC間（2.6 km）が暫定2車線で開通。
- 1991年（平成3年） : 沢田IC - 国本IC間（4.0km）は現道を拡幅して暫定平面4車線で開通。
- 1992年（平成4年）3月25日 : 久能IC - 堀越IC間（1.0 km）が暫定2車線で開通。
- 1993年（平成5年）7月30日 : 国本IC - 久能IC間（1.5 km）が暫定2車線で開通。これをもって袋井バイパスが全線開通。
- 2012年（平成24年）12月20日 : 下り線・玉越小山IC - 三ヶ野IC間（1.3 km）片側2車線化。
- 2013年（平成25年）
  - 3月27日 : 下り線・堀越IC - 玉越小山IC間（1.3 km）片側2車線化[2]。
  - 3月28日 : 上り線・三ヶ野IC - 堀越IC間（2.6km）片側2車線化[2]。
- 2014年（平成26年）12月26日 : 下り線・久能IC - 堀越IC間（1.0 km）片側2車線化[3]。
- 2015年（平成27年）
  - 8月10日 : 下り線・国本IC - 久能IC間（1.5 km）片側2車線化。下り線・同心橋東 - 国本IC間（3.0 km）片側3車線化[4]。
  - 9月11日 : 上り線・堀越IC - 国本IC間（2.5km）片側2車線化。これをもって袋井バイパス高架部の4車線化が完了。また、上り線・国本IC - 同心橋東間 片側3車線化[4]。
  - 11月27日 : 下り線・沢田IC - 同心橋東間（1.0 km）片側3車線化。
- 2016年（平成28年）1月25日 : 上り線・同心橋東 - 沢田IC間（1.0 km）片側3車線化。これをもって袋井バイパス平面部の6車線化が完了。

## 当該道路の位置関係
（東京方面） - 掛川バイパス - 袋井バイパス - 磐田バイパス - （名古屋方面）

## インターチェンジなど
| 施設名                                | 接続路線名                                                                                        | 備考                                   | 所在地         |
| ------------------------------------- | ------------------------------------------------------------------------------------------------- | -------------------------------------- | -------------- |
| 国道1号（掛川バイパス）静岡・沼津方面 |                                                                                                   |                                        |                |
| 沢田IC                                | 静岡県道415号日坂沢田線、静岡県道253号掛川袋井線                                                  | 浜松・静岡方面出入口                   | 掛川市         |
| この間平面交差、信号あり              | 静岡県道402号小笠山総合運動公園線、静岡県道253号掛川袋井線（同心橋東交差点 - 国本交差点間は重複） | 小笠山総合運動公園イベント時の混雑あり | 掛川市、袋井市 |
| 国本IC                                | 静岡県道413号磐田袋井線                                                                           | 浜松・静岡方面出入口                   | 袋井市         |
| 久能IC                                | 静岡県道58号袋井春野線                                                                            | 浜松・静岡方面出入口                   | 袋井市         |
| 堀越IC                                | 静岡県道61号浜北袋井線、東名高速道路（袋井IC）                                                    | 浜松・静岡方面出入口                   | 袋井市         |
| 玉越小山IC                            |                                                                                                   | 浜松・静岡方面出入口                   | 磐田市         |
| 三ヶ野IC                              | 静岡県道413号磐田袋井線                                                                           | 浜松方面出入口、静岡方面出口           | 磐田市         |
| 国道1号（磐田バイパス）浜松・豊橋方面 |                                                                                                   |                                        |                |

## 主なトンネルと橋
- 袋井高架橋（国本IC - 玉越小山IC）【沖の川】【宇刈川】：3416.5 m
  - 本バイパスの現道拡幅区間を除く、立体交差区間総延長の半分以上の長さを誇る橋。袋井市内を大きく迂回しており、この橋上に久能ICと堀越ICがある。
- 土橋高架橋（堀越IC - 玉越小山IC）【蟹田川】：346 m
- 小山跨道橋（玉越小山IC）：40.0 m
- 太田川橋（玉越小山IC - 三ヶ野IC）【太田川】：上り176.2 m、下り168.1 m
- 三ヶ野高架橋（玉越小山IC - 三ヶ野IC）

## 問題点と解決法・効果
当バイパスの立体交差区間（国本 - 三ヶ野間）では、磐田バイパスと同様に車線数の割に交通量が多く、しばしば渋滞する事がある。また、2005年3月30日22時からの静岡県下有料国道1号バイパス(藤枝バイパス、掛川バイパス、磐田バイパス、浜名バイパス)無料化の影響で、東名高速を避ける大型貨物自動車の通行が一日を通じて多い。さらに平面交差区間（特に梅橋交差点付近）も、朝夕渋滞が激しく、エコパでイベントが行われると、ひどい渋滞に見舞われる。
このような中、国道1号新天竜川橋拡幅事業がほぼ完了したこと及び磐田バイパスの4車線化が事業決定したことを受けて、2009年（平成21年）度に、高架区間全線4車線化が新規事業として採択された。全体事業費140億円、開通から21年後の2015年（平成27年）9月11日に事業が完了した。また、地元自治体関係者より将来的な平面交差区間（沢田 - 国本間）の立体交差化を望む声が上がっている。なお、平面交差区間は6車線化への拡幅工事を行い、2016年1月25日に工事が完了した。